# بيكزود عبد الرحمنوف
بيكزود محمدجونوفيتش عبد الرحمنوف (الروسية: Бекзод Махамадзонович؛ من مواليد 15 مارس 1990) هو لاعب مصارعة حرة أوزبكي ولاعب فنون قتالية مختلطة. حصل على الميدالية الذهبية في دورة الألعاب الآسيوية 2014 في المصارعة الحرة وزن 70 كجم للرجال. في أولمبياد 2016 تغلب على صاحب الميدالية الذهبية السابق جوردن بوروز من الولايات المتحدة 11-1، لكنه خسر في مباراة الميدالية البرونزية أمام جبرائيل حسنوف من أذربيجان. حصل على إحدى الميداليات البرونزية في حدث وزن 74 كجم للرجال في دورة الألعاب الأولمبية الصيفية 2020 التي أقيمت في طوكيو، اليابان.

## أنظر أيضا
- رازامبيك جمالوف